# Fådagarstidningsgruppen
Fådagarstidningsgruppen, branschförening där medlemmarna är tidningsföretag, som ger ut så kallade fådagarstidningar, det vill säga svenska dagstidningar med en utgivningsfrekvens om en, två eller tre dagar per vecka. Flertalet av fådagarstidningarna är för sin utgivning beroende av statligt driftsstöd, så kallat presstöd. Därför är en av Fådagarstidningsgruppens viktigaste uppgifter att företräda denna dagspresskategoris intressen gentemot de samhällsorgan som administrerar presstödet, i synnerhet statliga presstödsnämnden, och de politiker och partier som lagstiftar om presstödet. Ordförande i Fådagarstidningsgruppens styrelse är Matz Kindmalm, VD för tidningsföreningen Skaraborgsbygden (ekonomisk förening).